# Parques
|  | Per a altres significats, vegeu «Parca (indumentària)». |

Segons la mitologia romana, les Parques o Parces (Parcae) eren antigues divinitats itàliques protectores de la gestació i del naixement, i identificades amb el Destí. Es van assimilar a les Moires gregues i n'assumiren la personalitat i les funcions. Les Parques controlaven els esdeveniments de la vida tant de mortals com d'immortals, des del naixement a la mort. Fins i tot els déus (per exemple Júpiter) estaven subjectes a les Parques.
Es representen com a filadores que limiten, segons la seva voluntat, la vida dels homes. Al Fòrum de Roma les tres Parques estaven representades per tres estàtues, denominades popularment les Tria Fata, els tres destins.
Els noms de les Parques van ser:
- Nona (grec equivalent Cloto, Κλωθώ 'Clotho'), que feia girar el fil de la vida.
- Dècima  (grec equivalent Laquesis, Λάχεσις 'Lachesis') que mesurava la vida amb una roda.
- Morta o Parca (grec equivalent Atropos, (Ἄτροπος 'Atropos'), que posava fi a la vida i escollien la manera de morir de cada persona.[2]

Segons Aulus Gel·li, que cita un text de Varró avui perdut, els romans creien que els naixements es produïen al novè o desè mes, i que aquesta convicció va ser l'origen dels noms que es van donar a les Tria fata. Els noms els van treure del verb parire i de les paraules nonus i decimus que marquen l'època del part. Així va sorgir Parca, de partus, i Nonna i Decima venen del nombre que designa els mesos fixats per al part.